# Andelsjordbruk
Andelsjordbruk eller Community Supported Agriculture (CSA) innebär ett jordbruk som utförs som ett partnerskap mellan konsument och lantbrukare där ansvar och risker men också skörden delas. Partnerskapet kan vara att köpa en del av skörden i förväg (självplock på gården) eller att teckna en prenumeration på grönsaker (grönsakslåda).

## Sverige
Alla andelsjordbruk har tre gemensamma kännetecken: närodlat, betalning i förväg och veckovis leverans eller skörd.  
För att möta behovet av erfarenhetsutbyte och utveckling har nu[när?] andelsjordbrukare från hela Sverige startat en nationell paraplyorganisation: Andelsjordbruk Sverige / CSA Sweden. Syftet med den föreningen är att verka för den hållbara utvecklingen av andelsjordbruk (CSA) i Sverige.